# プリンシペ・デ・アストゥリアス (空母)
プリンシペ・デ・アストゥリアス（Portaaviones Príncipe de Asturias）は、スペイン海軍の航空母艦（軽空母）。設計面ではアメリカで開発された制海艦（SCS）を元にしている。
艦名はスペイン王太子に与えられる称号であるアストゥリアス公に由来している。

## 来歴
スペイン海軍は、1967年にアメリカから貸与されたインディペンデンス級航空母艦「カボット」を「デダロ」として再就役させることで、航空母艦の運用に着手した（1973年に購入に切り替え）。しかし同艦は、貸与を受けた時点で艦齢25年という老朽艦であり、最大速力は新造時の31ノットに対して24ノットまで低下しているなど、既に更新が必要な状況であった。
一方1970年前後より、アメリカ海軍では制海艦（SCS）コンセプトが検討されていた。これは第二次世界大戦中の護衛空母の現代版というべきものであり、小型簡便で低コストの航空機搭載艦を多数建造して、船団護衛や対潜警戒、洋上防空などの任務で正規空母を補完することを狙っていた。開発は完了し、1975年度予算での建造が予定されていたものの、議会に却下されて実現しなかった。
当時「デダロ」の更新を検討していたスペイン海軍はSCSコンセプトの採択を決定、これを元に発展させた米ギブス＆コックス社の設計案が採用された。当初は1976年に起工、1978年に竣工する予定であったが、米本国でのSCSコンセプトの頓挫や、司令部用艦橋の設置など設計変更の影響もあって、発注は1977年6月29日にずれこみ、起工は1979年、就役は1988年5月となった。

## 設計
上記の経緯より、本艦の設計は基本的にSCSのものが踏襲されており、長船首楼型でクローズド・バウとされた船体設計も同様である。ただしスペイン海軍では艦隊旗艦としての運用が要求されたため、SCSではブリッジが1層であったのに対して、本艦では航海艦橋の直下に司令部用艦橋を設けて、指揮・統制機能を強化している。小型の空母であるため、艦の動揺軽減のためにフィン・スタビライザーを搭載していた。またこのほか、対潜戦に対応して、水中放射雑音低減のためプレーリー・マスカー・システムも備えていた。
主機関としては、ゼネラル・エレクトリック LM2500ガスタービンエンジン2基の出力を減速機でまとめてCOGAG構成でスクリュープロペラ1軸を駆動する方式とされた。これは、これほどの大型艦としては例外的なものであり、低コストを追求したSCSの名残といえるものであった。オリバー・ハザード・ペリー級ミサイルフリゲートと同様の構成であるが、合計出力46,400馬力を確保している。またやはり同級と同様、主機故障時などの非常用として、隠顕式の旋回式スラスタ（800馬力）2基を艦底に備えており、こちらでも5ノットでの航行が可能である。電源にはアリソン501-K17ガスタービンエンジンによって駆動される出力2,500キロワットの発電機3基が搭載された。

## 能力

### 航空運用機能
飛行甲板は175.3メートル× 29メートルの広さを確保しており、またその前端部には勾配角12度で46.5メートルにおよぶスキージャンプ勾配が設けられていた。
飛行甲板の構成はSCSのものが踏襲されており、アイランド前方にインボード式の前部エレベータが、また飛行甲板後端にアウトボード式の後部エレベータが配されている。また飛行甲板の下にギャラリーデッキを設けているのもSCSの設計を踏襲しているが、これはアメリカ空母の伝統に則ったものであった。
格納庫は2,300平方メートルを確保しており、ここを含めた艦上攻撃機・ヘリコプターの搭載数は最大で37機とされていたが、これは輸送任務の場合であり、空母として実戦で運用可能なのは24機までであった。また平時の搭載数は17～20機とされており、例えば1989年9月に北ヨーロッパを訪問した際の構成は下記の通りであった。
- マタドールII（EAV-8B）艦上攻撃機[注 2]×6機
- マタドール（AV-8S）艦上攻撃機[注 2]×4機
- SH-3哨戒ヘリコプター×7機（うち3機が早期警戒仕様）
- AB-212汎用ヘリコプター×3機

### 個艦防御機能
本艦の搭載兵器は近接防空用のものに限定されているが、これは先行するキエフ級（ソビエト連邦）やジュゼッペ・ガリバルディ（イタリア）が比較的重武装であったのと好対照を為している。またソナーも搭載されておらず、現代軽空母としては例外的とも評されている。
なおこのほか、左舷側には礼砲2門が設置されていた。

## 運用史
2013年2月6日退役、翌2月7日フェロルのナバンティア造船所まで最後の航海を行った。本艦退役後のスペイン海軍の艦上固定翼プラットフォームの役割は、強力な航空運用能力を有する強襲揚陸艦『フアン・カルロス一世』が担うこととなる。
なおバサン社は、本艦の縮小・派生型として、タイ王国海軍向けに「チャクリ・ナルエベト」を建造している。